# NGC 5972
NGC 5972 é uma galáxia espiral (S0-a) localizada na direcção da constelação de Serpens. Possui uma declinação de +17° 01' 34" e uma ascensão recta de 15 horas, 38 minutos e 54,1 segundos.
A galáxia NGC 5972 foi descoberta em 29 de Junho de 1880 por Édouard Jean-Marie Stephan.